# Kóka
Kóka község Pest vármegyében, a Nagykátai járásban helyezkedik el.

## Nevének eredete
Kóka magyar eredetű szó. Czuczor Gergely és Fogarasi János szótárában is szerepel, jelentése lehet: egy kis darab fa, vagy a Czuczor szótár alapján lehet: "Szőlőnek kacsa, fogódzó görbe szára". A székelyek egy része a mai napig használja a szót, beszélnek bükkfakókáról, nyírfakókáról stb., sőt igét is alkotnak a székelyek, amikor a deszkát ki akarják szárítani, a deszkák közé kókát tesznek, ezt úgy is nevezik, hogy felkókálják.
A Pest vármegyei Kókán kívül ismerjük a Rimaszombat melletti Rimakókát, de ezen kívül létezik Liptókóka vagy másképpen Tátrakóka települése is a Felvidéken.
Mások minden megalapozottság nélkül szláv, cseh eredetűnek tartják a kóka szót.

## Fekvése
A Duna-Tisza közén, annak északi részén, Budapesttől kb. 50 km-re helyezkedik el. Kóka a Magyar Alföld, Tápió-Galga-Zagyva vidékéhez tartozik. Kóka települése Budapest XVII. Kerületéhez 24 km, Budapest belvárosáig 50 km, Nagykátához 21 km, Monor 28 km, Cegléd 47,6 km, Hatvan 29 km távolságra található közúton.
Kóka területe 4.436,6 ha, melyből 433,3 ha belterület, 4.003,3 ha külterület.

## Régi címere
1718-ból származik Kóka régi címere. Ovális pajzson három halomból kiemelkedő koronából, kimagasló kettős kereszt. Körirata: KÓKAI SIGNUM.1718.

## Története
Kóka már az Árpád fejedelem vezette magyarság betelepülése előtt is lakott volt, erről tanúskodnak a régészeti leletek, hiszen a település határában számos avar kori lelet bukkant fel, ami azt bizonyítja, hogy ezen a területen már a VI-IX. században avarok (másképpen várkunok, varhunok, hunok) éltek, akiknek utódai megérhették Árpád fejedelemmel fémjelzett időket. A frankok ugyanis nem tudták elfoglalni a Dunától keletre eső területeket.
Ha nincs is írásos adat a XIII. századig a településről, a régészeti leletek azonban arról beszélnek, hogy a települést addig is lakták. Az első írásos adatot (1254) megelőzően Kókát a királyi kovácsok lakták, vagyis lakói a nemességgel azonos státust élveztek, hasonlóan, a királyi solymárok, királyi szakácsok, királyi ardók (erdészek, vadászok) kiváltságos rétegéhez.
Nevét az oklevelek 1254-ben, a tatárjárás után említették először Kouka néven, mikor IV. Béla királytól a Kókával határos Kovácsi földet Kókai Egyed kapta meg adományként.
1255-ben Koka, 1331-benKoka néven írták.
1255-ben Kókai Egyed egy fennmaradt oklevél szerint a Sződ környéki birtokok ügyében járt a váci káptalannál.
1331-ben Kókai Moogh fia Gál királyi ajtónálló volt, aki ez évben Károly Róbert királytól a Bodrog vármegyei Adorján település alsó déli felét kapta adományba, de még ez évben testvére Mihály Adorjánt 60 M-ért átadta Magyar Pálnak, és még ez évben Feladorjánról is lemondott Magyar Pál javára.
A települést a Kókaiak örökös nélküli halála után Zsigmond király a Tétényieknek adta, de hamarosan visszavette tőlük és 1424-ben feleségének, Borbála királynénak adta.
1439-ben leánya Erzsébet (Albert király felesége) kapta meg.
Lakóinak családi neve (és a családok száma a zárójelben megadott szám) 1559-ben a török hódoltság idején az alábbi volt:
Árki (2), Balik ((2), Bors (3), Bükkösi (1), Dani, (1) Eszergácsi (1), Fábián (1), Fazokas(2), Fekete (1), Fekető (1), Főző (1), Godar (1), Gombás (1), Gör (3), Gula (3),
Kartali ((1), Kis (4), Kókai (1), Kontós (1), Kristóf (1), Kun (2),  Mészáros (2), Nagy (1), Nyilas (1), Oláh (1), Pásztor (1), Somogyi (1) Szabó (2), Szácsi (1), Szekeres (2), Szente (2),
Szűcs (1), Tarhond (1), Tód [valószínű Tóth] (5), Török (1), Varga (1).
Ha megfigyeljük az 1559-ben létező családok neveit, megállapítható, hogy később csak nagyon kevés ember maradt meg az eredeti lakosságból.
A török időkben egy ideig néptelenné vált, de az 1700-as évek elején újranépesült.
Kóka több Pest vármegyei településhez hasonlóan, a sok háborúskodás miatt 1686-ban elnéptelenedik.
A településen 1695-ben is mindössze 2 család lakik.
1699-ben 80-, 1701-ben 118-, 1703-ban 113 lakosa van.
A település 1711-1713 között azonban újra lakatlan.
1715-ben már 75 család lakik Kókán.
II. Rákóczi Ferenc seregében a következő személyek szolgáltak Kókáról:
Agócs Balázs, Erdélyi István, Katona János, Kis Pál, Lesti István,  Mészáros Istók, Mindszenti Gergely, Molnár György, Nagy György, Nagy Márton, Nyéki Imre, Répás György, Samu Márton, Szabó Márton, Tóth András, Tóth János, Tóth Jeremiás. Török János,
Az 1728. évi országos Összeírás szerint az alábbi családok lakták:
Árky, Balogh, Baranyó, Bereczky, Borbély, Bozóki, Budy, Csányi, Csery, Dienes, Dobos, Dóczy, Gáál, Gáspár, Gulyás, Hegedős, Hegy, Hevesy, Horváth, Kiss, Koczka, Kovács, Laczkó, Lantos, László, Lázár, Lovász. Magyar, Nagy, Pap, Pászthy, Polics, Pusztai, Répás,
Szabó, Szántó, Szarka, Szűcs, Tamás, Tandary, Tóóth, Törő, Varga, Warró.
Az 1559-ben megtartott lakossági összeírást ha összehasonlítjuk az 1728. évivel, szomorúan kell megállapítsuk azt, hogy a legtöbb XVI. századi kókai család eltűnt. A megmaradt családok között meg lehet említeni az Árki, Kis, Mészáros, Szűcs, Tóth és Varga. A török hódoltság, majd Buda és környékének felszabadításáért vívott harcokban, úgy a török, mint a „keresztény” csapatok is kegyetlenül pusztítják a magyar lakosságot. A kókai családnevek változása érzékelteti azt a hatalmas változást, hiszen többségében teljesen új nevek jelennek meg. Kókán az új családok zömében magyarok, ezt tükrözik a családnevek. Teljesen alaptalan az állítás, hogy 1715 után, a harcok lecsendesedésével visszatérnek az eredeti lakosok, a családnevek ugyanis teljesen más képet mutatnak, inkább az közelíti meg a valóságot, hogy a Felvidékről, Erdélyből és Magyarország más tájairól jönnek, főleg szegény sorsú magyarok a harcok miatt elnéptelenedett alföldi falvakba, így Kókára is. Pest vármegye más településeire ekkor telepítenek be nagy számban tótokat (szlovákokat) és németeket, a teljesen elnéptelenedett területekre.
A XVIII. században egyre többen telepednek meg Kókán, Magyarország közeli és távoli vidékeiről, zömmel magyar nemzetiségű emberek, de kisebb számban németek, tótok, stb., akik azonban beolvadnak a többségben lévő magyarságba.
Az 1848–49-es forradalom és szabadságharc eseményeinek élő hagyománya van a településen, mindig megünneplik március 15-ét, mely alkalommal az ünnepség végén fáklyás menetben mennek föl a Margit-hegyen épült kápolnához, ahol a hagyomány szerint Kossuth Lajos is megállt, a győzedelmes 1849. évi tavaszi hadjárat alatt, amikor a kókaiak egy korsóból friss ivóvízzel megkínálták. Kóka lakossága a mai napig áhítattal őrzi azt a korsót amelyből Kossuth Lajos is ivott.
A községből az I. világháborúba 569 fő vonult be, akikből 160 személy hősi halott, a II. világháborúba szintén számosan részt vettek, akiből 51 hősi halott.
A XX. században jelentős fejlődésnek indult a település, de a második világháborút követő időkben a kommunista diktatúra miatt a lakosság jelentős része elvándorol, beköltözik Budapestre és más városokba.
A község közigazgatásából meg lehet említeni, az elöljárók közül az alábbiakat: 1787 Kiss Gergely, bíró; 1790 Nagy István bíró; 1813 Lantos Márton bíró; 1819 Répás Márton bíró; 1823 Baranyó Márkus főbíró; 1823 Janovits Antal és Kósa László jegyzők; 1825 Sutus József bíró; 1826 Tóth Ferenc bíró; 1829 Varga Pál bíró; 1835 Dóczy József főbíró; 1835 Horváth Elek törvénybíró; 1865 Haris István bíró; 1902 Szűcs Máté; 1910 Szabó István bíró; 1910 Százdi István jegyző; 1910 Sajgó Ferenc segédjegyző; 1910 Hangódi Lajos adóügyi jegyző; 1923 Kocsák Sándor főjegyző; 1930-1945 között: Kovács Ferenc bíró, Nyéki Rafael bíró, Blaskovics Mátyás bíró, Lestár István bíró, Petrovics István segédjegyző, Hanga Ferenc jegyző, Varga Ferenc törvénybíró. A tanácsrendszer alatt: Gedei Ferenc elnök, Simon András titkár, Szabó János elnök, Hanga Ferenc titkár, Tóth József elnök, Hanga Ferenc titkár, László Józsefné elnök, Tüske Emilné titkár, Kovács Lajos elnök, dr. Németh András titkár.
A rendszerváltás után: 1991-2006 Papp János polgármester, Fáskerti Tiborné mb. jegyző és Kerti Sándorné jegyző; 2006- Juhász Ildikó polgármester, Fáskerti Tiborné mb. jegyző; 2007.o3.05.-2011.o8.31.,- dr. Szekeres Sándor jegyző;

## Közélete

### Polgármesterei
- 1991–1994: Papp János (független)[3]
- 1994–1998: Papp János (független)[4]
- 1998–2002: Papp János (független)[5]
- 2002–2006: Papp János (független)[6]
- 2006–2010: Juhász Ildikó (független)[7]
- 2010–2014: Juhász Ildikó (független)[8]
- 2014–2019: Juhász Ildikó (független)[9]
- 2019–2024: Juhász Ildikó (független)[10]
- 2024– : Juhász Ildikó (független)[1]

## Népesség
A település népességének változása:
| Lakosok száma | 4316 | 4315 | 4358 | 4443 | 4514 | 4419 | 4407 |
|               | 2013 | 2014 | 2018 | 2021 | 2022 | 2023 | 2024 |

A 2011-es népszámlálás során a lakosok 93,1%-a magyarnak, 3,8% cigánynak, 0,3% németnek, 0,6% románnak mondta magát (6,8% nem nyilatkozott; a kettős identitások miatt a végösszeg nagyobb lehet 100%-nál). A vallási megoszlás a következő volt: római katolikus 64,3%, református 5,7%, evangélikus 0,3%, görögkatolikus 0,6%, felekezeten kívüli 11,5% (16% nem nyilatkozott).
2022-ben a lakosság 89,3%-a vallotta magát magyarnak, 2,3% cigánynak, 0,6% románnak, 0,2% németnek, 0,1% ukránnak, 2,7% egyéb, nem hazai nemzetiségűnek (10,6% nem nyilatkozott; a kettős identitások miatt a végösszeg nagyobb lehet 100%-nál). Vallásuk szerint 38,7% volt római katolikus, 4,5% református, 0,6% görög katolikus, 0,4% evangélikus, 0,1% ortodox, 1,6% egyéb keresztény, 1,2% egyéb katolikus, 13,4% felekezeten kívüli (39,3% nem válaszolt).

## Vizei
- Nagyvölgyi-patak,
- Úszói-patak,
- Dánsár,
- Polyák árok,
- Nagy Felsőtápió,
- Bagi-tó,
- Hajta-patak,
- Adagacs

## Nevezetességei
- Első római katolikus templomát és plébánosát 1651-ből ismerjük. A régi templomot 1803-ban Thury Pál plébános nagyon rozoga állapotban találta, majd 1806-ban egy tomboló szélvihar még a templomtetőt is levetette, ami miatt új templom építésébe kezdtek. A ma is álló templom 1822. szeptember 7-ére készült el. Ezt követően több alkalommal is felújították, a legutóbbi felújítást 2010 késő őszén kezdték el.
- Római katolikus plébánia: műemlék épület, a templom mellett található, feltehetően Ybl Miklós tervezte 1845 körül. L alakú földszintes sarokház klasszicista stílusban.
- Szent Margit-kápolna: műemlék épület, a település szélén, magaslaton álló barokk egyhajós épület, 1700-1729 között épült. A síkmennyezetes belsőben barokk oltárépítmény van, oltárképe Szent Margitot ábrázolja. A kápolna építéséhez e domb lábánál álló Szent Ferenc-rendiek kolostorából megmaradt építőanyagot is felhasználták. Az Árpád-házi Szent Margitról elnevezett kápolnában, a júniusi Margit-naptól kezdődően, 8 napig itt tartják a szentmiséket. A Margit-hegyen található a Kossuth-emlékmű is, ugyanis Kossuth Lajos innen nézte az 1849. április 6-án a magyar seregek vonulását.
- A templom előtt, keletre látható az első és második világháborúban elesett katonák emlékére emelt kőből faragott hősi emlékmű.
- A falu iskoláját már a XVI. század második felében említik. A folyamatos tanítás a XVIII. század első fele után indult be, hiszen a település több alkalommal elnéptelenedett a török uralom vége, illetve a kuruc-labanc háborúk alatt. Az egyházhoz tartozó kántortanító az írás és olvasás tudományára tanította a diákokat. Kezdetben a plébánián és a kántor lakásán tanultak, majd a községháza adott otthont a tanulni vágyóknak. Nyáron 60-70, télen 180 diákot is számláltak. 1909-től 1948-ig keresztes nővérek foglalkoztak a lányokkal, a fiúkkal pedig kántorok, illetve világi tanítók. 1940-ben épült fel a Dózsa György úti iskola három tanteremmel, amely a jelenlegi iskola elődje volt.
- A község óvodája az egykori Károlyi kastélyban található, ahol több mint 180 kisgyerek oktatása-nevelése folyik. Az óvodások számára számos érdekes és értékes rendezvényt szerveznek a lelkes óvónők.Az advent[13]  vagy a Karácsonyi Ünnepeket feledhetetlen élmény nyújtanak úgy a gyerekeknek, mint a felnőtteknek.
- A községházát az 1932-ben építették fel.
- A község művelődési házát és sportcsarnokát 1994-ben építették. A makoveczi stílusban épült művelődési házban 2 klubhelyiség, könyvtár, színházterem is található.
- A falu központjában, a Kossuth Lajos úton látható az 1998. március 15-én megnyílt Kossuth Falumúzeum, ahol a látogatók megismerhetik a község múltját, szokásait, eszközeit, népviseletét és életmódját, továbbá a kultúráját tükröző, hagyományőrző munkáját.
- A Bereg-kút feltehetőleg Kóka legrégibb ivóvízellátó helye, amely már a török korban is létezett. A kút a Szent Margit-kápolna lábánál, a Füszögi-völgyben található; régen a Szent Ferenc-rendi szerzetesek kolostorának kútja volt. Valószínűsíthető, hogy a kolostort a törökök lefoglalták, ezt látszik igazolni, hogy a kút első tisztításakor török szablyák, kovás puskák kerültek elő.
- A Kókai borvidék több mint 400 éves szőlő- és borkultúrával rendelkező település közel 115 ha szőlőterülettel rendelkezik. Szőlőterületek elnevezése: Felső-hegy, Alsó-hegy, Kutya-hegy, Margit-hegy. Kellemes sétákat lehet tenni a madarak énekétől hangos, erdős részekkel borított pincesorok között.
- A látnivalók között megemlíthető a Donát-szobor, Szent István mellszobra, IV. Béla emlékműve, II. Rákóczi Ferenc emléktáblája, az aradi 13 vértanú emlékköve,  az 1956-os forradalom emléktáblája és a trianoni kereszt.
- A Kókai Kerékpárút első szakasza már 2006-ban elkészült a Nagykátai út mentén egészen a Dózsa György útig, majd 2011-ben további 1400 m hosszan kiegészült a kerékpározásra szolgáló út, a Dózsa György út mentén.
- Berki Krisztián Sportcsarnok Kóka Kossuth Lajos Általános Iskolánál.
- Több mint száz éves fahíd
- Motocross-pálya

## Kulturális élete
Kóka kulturális életéből ízelítőül mindenképpen ki kell emelni a község népi hagyományaira alapozó, több mint 25 évvel ezelőtt, 1985-ben létrehozott Kóka Néptáncegyüttest. Szívós István és felesége által oktatott kókai fiatalok a magyar nyelvterület számos vidékének táncait megtanulták és sikerrel adták elő. Erdélytől a dunántúli Rába-közig, Felvidéktől a déli területekig számos szép magyar táncot megtanultak és nagy sikerrel mutattak be. Itt lehet bemutatni egy kis ízelítőt a kókai táncokból.
A Kókai Fecskehajtó, már nem csak a község, hanem a környék lakosainak is kiemelkedő rendezvénye. A rangos rendezvényt már több éve széles tömegek látogatják meg.

## Kókai vásárok
Kóka korábban híres volt a vásárairól. Az utóbbi években elég kevesen jelentek meg ezeken a vásárokon, de a 2011. év áttörést jelentett, hiszen tavasszal nagy sikerű vásárt sikerült rendezni.

## Külső hivatkozások
- Kóka község hivatalos honlapja
- Kókai Kossuth Lajos Általános Iskola honlapja Archiválva 2019. december 6-i dátummal a Wayback Machine-ben
- A Kókai Civilház élete
- A Kókai Művelődési Ház És Sportcsarnok honlapja
- MME Kókai Munkacsoport A Madarak Védelméért
- A Kóka Önkéntes Tűzoltó Egyesület honlapja
- A Kókai Önkéntes Tűzoltó Egyesület története
- Kóka és kókálni szavak értelmezésérôl
- Czuczor Gergely, Fogarasi János: A magyar nyelv szótára. - 1862.